# Peperomia treleasei
Peperomia treleasei är en pepparväxtart som beskrevs av Standley & Steyerm.. Peperomia treleasei ingår i släktet peperomior, och familjen pepparväxter. Inga underarter finns listade i Catalogue of Life.